# Kreisgericht Frankfurt a. d. Oder
Das Kreisgericht Frankfurt a. d. Oder war von 1849 bis 1879 ein preußisches Kreisgericht mit Sitz in Frankfurt (Oder).

## Geschichte
In Frankfurt a. d. Oder bestand bis 1849 das Land- und Stadtgericht Frankfurt a. d. Oder im Sprengel des Oberlandesgerichts Frankfurt a. d. Oder sowie Patrimonialgerichte. Nach der Märzrevolution wurden mit der „Verordnung über die Aufhebung der Privatgerichtsbarkeit und des eximierten Gerichtsstandes sowie über die anderweitige Organisation der Gerichte“ vom 2. Januar 1849 diese Gerichte aufgehoben und einheitlich Kreisgerichte gebildet.
In Frankfurt a. d. Oder entstand so das Kreisgericht Frankfurt a. d. Oder. Es war für die Orte Frankfurt, Lebus, Booßen, Cliestrow, Tzschetzschnow, Amt Lebus, Kolonie Neu-Lebus, Zeschdorf und Kolonie, Schönfließ, Jacobsdorf, Brieskow, Unter-Lindow, Briesen und Karthaus zuständig. Zuständiges Appellationsgericht war das Appellationsgericht Frankfurt a. d. Oder. Gerichtskommissionen wurden in Fürstenwalde und Müllrose geschaffen.
Im Rahmen der Reichsjustizgesetze wurden reichsweit einheitlich Amts-, Landes- und Oberlandesgerichte geschaffen. In Frankfurt a. d. Oder entstand so das Amtsgericht Frankfurt (Oder) sowie das Landgericht Frankfurt (Oder).

## Gerichtskommission Müllrose
Die Gerichtskommission Müllrose war für den Sprengel des früheren Stadtgerichts Müllrose und des Justizamts Biegen sowie die Orte Clessen, Markendorf und Carzig, Hohenjesar und Trepplin, Petershagen, Sieversdorf, Wullo und Wüste Cunersdorf, Petersdorf, Rosengarten, Lichtenberg, Lossow, Weißenspring, Schlaubehammer, Kaisermühl, Falkenhagen, Döbberin, Lietzen, Alt- und Neu-Malisch und Kosten, Niederjesar, Dolgelin, Friedersdorf, Podelitz, Reitwein, Tucheband, Hakenow, Georgenthal, Wuhden, Mallnow, Hathenow, Arnsdorf, Cunersdorf, Trettin, Reipzig, Schwetig, Cunitz, Gohlitz, Storkow, Bischofssee, Leiskow, Aurith, Ziebingen, Balkow mit Grimnitz, Rampitz (Dorf und Amt), Kraesem, Melschnitz, Kloppitz, Krebsjauche und Ziltendorf zuständig und verwaltete auch das Patrimonialgericht Matschdorf. Es war mit zwei Bezirksrichtern besetzt. 1879 wurde sie aufgehoben und das Amtsgericht Müllrose an seiner Stelle geschaffen.

## Gerichtskommission Fürstenwalde
Die Gerichtskommission Fürstenwalde war für den Sprengel des früheren Stadtgerichts Fürstenwalde außer den Orten Eggersdorf und Schönfeld zuständig und verwaltete die Patrimonialgerichte Steinhöfel, Falkenberg, Demnitz, Trebus, Madlitz mit Willmersdorf und Hersdorf. Es war mit zwei Bezirksrichtern besetzt. 1879 wurde sie aufgehoben und das Amtsgericht Fürstenwalde an seiner Stelle geschaffen.